# Parafia św. Bartłomieja Apostoła w Stawiszynie
Parafia Świętego Bartłomieja Apostoła w Stawiszynie – parafia rzymskokatolicka należąca do dekanatu Stawiszyn diecezji kaliskiej. Została utworzona w 1333. Mieści się przy ulicy Szkolnej. Prowadzą ją księża diecezjalni.